# Aguiar de Sousa
Aguiar de Sousa é uma povoação portuguesa sede da Freguesia de Aguiar de Sousa do Município de Paredes, freguesia com 22,32 km² de área e 1582 habitantes (censo de 2021), tendo, por isso, uma densidade populacional de 70,9 hab./km².
Foi vila e sede de um extenso concelho até ao início do século XIX. Era constituído por 39 freguesias dos atuais municípios de Gondomar, Valongo, Lousada, Paredes e Paços de Ferreira. Tinha, em 1801, 21 643 habitantes e ocupava uma superfície de cerca de 260 km².

## Demografia
A população registada nos censos foi:
| Distribuição da População por Grupos Etários | Distribuição da População por Grupos Etários | Distribuição da População por Grupos Etários | Distribuição da População por Grupos Etários | Distribuição da População por Grupos Etários |
| -------------------------------------------- | -------------------------------------------- | -------------------------------------------- | -------------------------------------------- | -------------------------------------------- |
| Ano                                          | 0-14 Anos                                    | 15-24 Anos                                   | 25-64 Anos                                   | > 65 Anos                                    |
| 2001                                         | 277                                          | 255                                          | 847                                          | 221                                          |
| 2011                                         | 268                                          | 185                                          | 938                                          | 240                                          |
| 2021                                         | 186                                          | 189                                          | 899                                          | 308                                          |

## Património arquitetónico/cultural
- Alminhas de Sarnada
- Capela da Senhora do Salto
- Mamoa de Brandião
- Parque das Serras do Porto
- Ponte Romana de Aguiar de Sousa
- Torre do Castelo de Aguiar de Sousa

## Festas e romarias
- Santa Isabel (primeiro domingo de Julho);
- Santa Marta (último domingo de Julho ou no primeiro domingo de agosto);
- Senhora do Salto (primeiro domingo de Maio).

O Inferno é no lugar do salto, uma garganta apertada, onde corre o rio Sousa. Uma lenda diz que um cavaleiro perseguido pelo Diabo sob a forma de um veado (ou perseguindo o mesmo sob a forma de uma lebre), saltou sobre o abismo nesse Lugar. Caíndo invocou com fervor a protecção de Nossa Senhora
- Valei-me Virgem Senhora,
Valei-me sou pecador ;
e o milagre aconteceu : o cavalo e o cavaleiro pousaram sãos e salvos na outra margem do rio, num sítio onde ainda se vêm as marcas das ferraduras do cavalo... Em sinal de agradecimento, o cavaleiro  mandou construir uma pequena capela à Nossa Senhora do Salto. Outra forma da lenda acrescenta : "a imagem da Nossa Senhora  foi aí encontrada numa gruta, por umas crianças que lá pastoriavam o gado. Levada para a igreja umas três vezes, por outras tantas ela voltava a ser encontrada na gruta, pelo que o abade lhe edificou a capela decente onde apenas estava uma tôsca ermida" . Essa imagem é objeto de veneração popular...
- São Sebastião (último domingo de Setembro)

## Coletividades
- Associação Cultural Recreativa e Desportiva Santa Marta
- Associação Cultural e Recreativa de Santa Isabel
- Associação Desportiva e Cultural de Aguiar
- Associação para o Desenvolvimento da Freguesia de Aguiar de Sousa
- Centro Popular de Trabalhadores de Aguiar de Sousa
- Rancho Folclórico de Aguiar de Sousa
- Xisto - Associação Juvenil de Aguiar de Sousa
- ACVS - Associação de Canoagem do Vale do Sousa
- A GARFA Associação Cultural e Recriativa de Aguiar de Sousa

## Figuras de destaque
- Mem Pires de Aguiar (1100 -?) foi um nobre, rico-homem e cavaleiro medieval, foi senhor daTorre do Castelo de Aguiar de Sousa.
- João Gomes Ferreira (1851-1897) - bispo
- Joaquim Alves Correia (1886-1951) - padre, jornalista, escritor
- Manuel Alves Correia (1891-1948) - padre, professor, escritor
- D. Guido Arnaldes (c. 970 -?), Cavaleiro medieval português foi senhor desta localidade e de Paço de Sousa.